# Jerry O'Connell
Jeremiah „Jerry“ O'Connell (* 17. února 1974 New York, USA) je americký herec, bratr herce Charlieho O'Connella.
Vystudoval Newyorskou univerzitu. Již v dětství účinkoval v televizních reklamách. Ve filmu debutoval v roce 1986 ve snímku Stůj při mně, v televizi se poprvé představil o rok později v televizním filmu Pokoj v podkroví. Hlavní role ztvárnil v seriálech My Secret Identity (1988–1991), Camp Wilder (1992–1993), Cesta do neznáma (1995–1999; několik dílů také režíroval), Drzá Jordan (2002–2007), Carpoolers (2007–2008), Obhájci (2010–2011), We Are Men (2013), Carter (od 2019) a Star Trek: Lower Decks (od 2020). Představil se také například ve filmech Jerry Maguire (1996), Vřískot 2 (1997), Horká noc, hořké ráno (1999), Mise na Mars (2000), Supersvůdníci (2001), Supersvůdníci 2 (2002), Klokan Jack (2003), Fat Slags (2004), Světák (2006), Room 6 (2006), Práce na dvojí úvazek (2009), Posedlá (2009), Piraňa 3D (2010), Scary Movie 5 (2013) či Veronica Marsová (2014).
Od roku 2007 je ženatý s herečkou Rebeccou Romijn.